# Tableau des médailles des Jeux paralympiques d'hiver de 2006

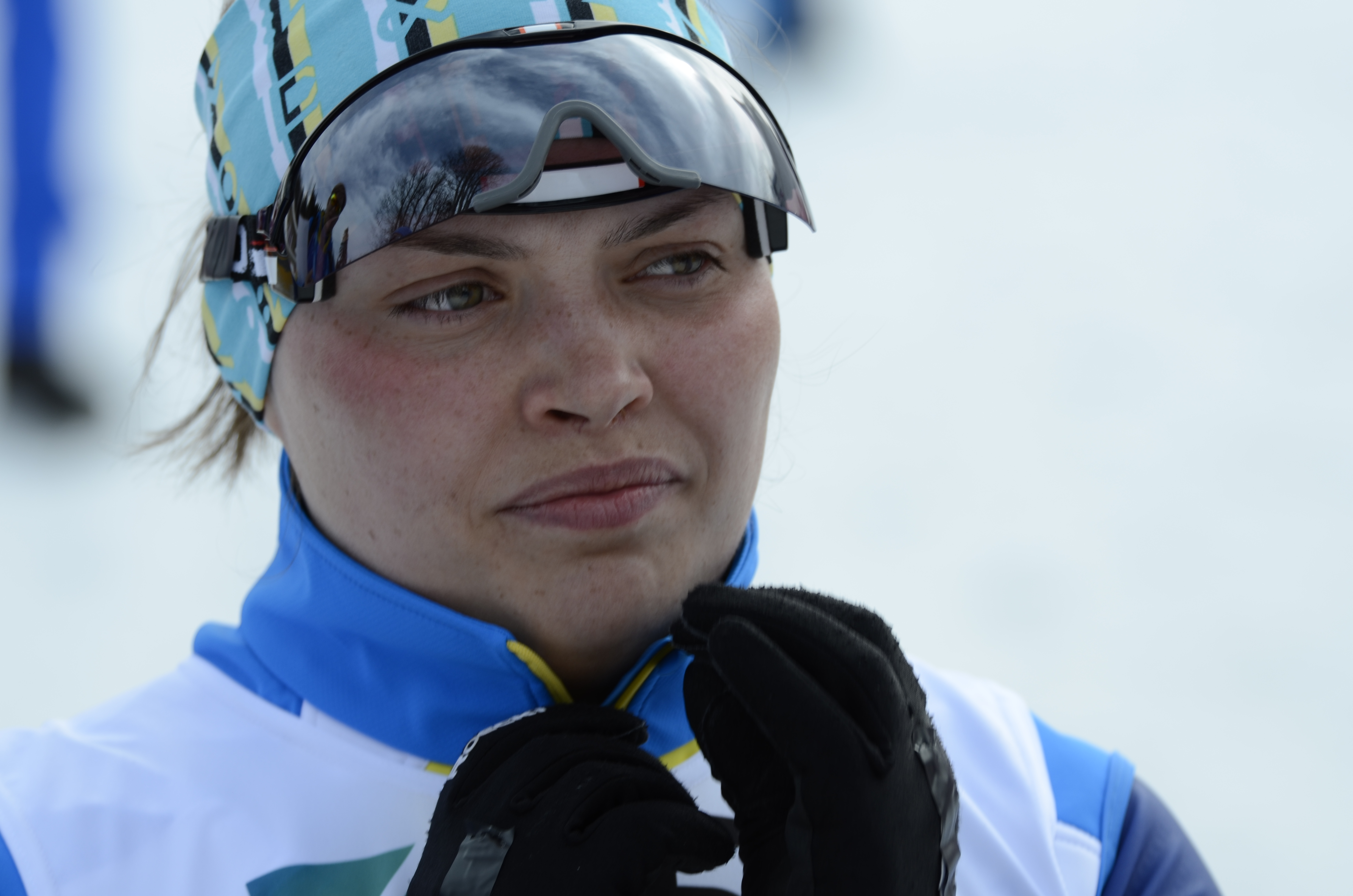
Photo de l'athlète Olena Iurkovska recevant sa médaille.

Le tableau des médailles des Jeux paralympiques d'hiver de 2006 donne le classement, selon le nombre de médailles gagnées par leurs athlètes, des pays participant aux Jeux paralympiques d'hiver de 2006, tenus à Turin, en Italie, du 10 au 19 mars 2006.

## Tableau des médailles
- Pays organisateur (Italie)

| Rang | Nation             | Or | Argent | Bronze | Total |
| ---- | ------------------ | -- | ------ | ------ | ----- |
| 1er  | Russie             | 13 | 13     | 7      | 33    |
| 2e   | Allemagne          | 8  | 5      | 5      | 18    |
| 3e   | Ukraine            | 7  | 9      | 9      | 25    |
| 4e   | France             | 7  | 2      | 6      | 15    |
| 5e   | États-Unis         | 7  | 2      | 3      | 12    |
| 6e   | Canada             | 5  | 3      | 5      | 13    |
| 7e   | Autriche           | 3  | 4      | 7      | 14    |
| 8e   | Japon              | 2  | 5      | 2      | 9     |
| 9e   | Italie             | 2  | 2      | 4      | 8     |
| 10e  | Pologne            | 2  | 0      | 0      | 2     |
| 11e  | Biélorussie        | 1  | 6      | 2      | 9     |
| 12e  | Norvège            | 1  | 1      | 3      | 5     |
| 13e  | Australie          | 0  | 1      | 1      | 2     |
| 13e  | Espagne            | 0  | 1      | 1      | 2     |
| 13e  | Slovaquie          | 0  | 1      | 1      | 2     |
| 13e  | Suisse             | 0  | 1      | 1      | 2     |
| 17e  | République tchèque | 0  | 1      | 0      | 1     |
| 17e  | Royaume-Uni        | 0  | 1      | 0      | 1     |
| 19e  | Suède              | 0  | 0      | 1      | 1     |